# Ózonréteg

Az ózon körforgása a légkörben

Az ózonréteg a sztratoszféra ózontartalmú része. Az ózon, így az ózonréteg képes bizonyos frekvenciájú ultraibolya sugárzást elnyelni. Az ózonréteg sűrűsége igen alacsony: normál légköri nyomáson csak néhány mm vastag lenne.

## Keletkezése

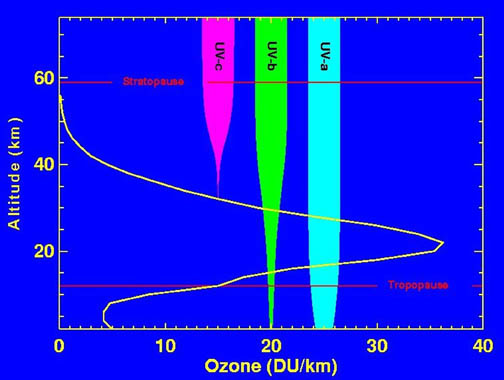
Az ózonréteg vastagsága a
tengerszint feletti magasság függvényében. Jól megfigyelhető, hogy a sztratoszféra magasságtartományában az ózonkoncentráció jelentősen magasabb, mint a troposzférában

Az ózon a Föld légkörében az ultraibolya sugárzás hatására keletkezik. A 242 nanométernél rövidebb hullámhosszú UV-sugarak a légköri oxigén molekuláit (O2) különálló oxigénatomokra bontják. Ezek az atomok más oxigénmolekulákkal egyesülve ózont (O3) hoznak létre. Az ózonmolekula instabil, 240-335 nanométer hullámhosszú ultraibolya sugárzás hatására szétbomlik egy oxigénmolekulára és egy oxigénatomra. Az oxigénatom reakcióba lép az ózonnal, és két oxigénmolekula jön létre. Ez a folytonos ciklus hozza létre az ózonréteget, biztosítva az ózonmennyiség viszonylagos állandóságát. A sértetlen sztratoszférában ez az érték 10 ppm, vagyis minden százezer molekulából egy ózon.
Az élővilág szempontjából az ózonréteg fontos szerepet tölt be, azáltal, hogy a szervezetekre káros Napból érkező  ultraibolya sugárzást elnyeli. Míg az oxigén csak a 0,28 mikronnál rövidebb hullámhosszú UV-sugarakat képes blokkolni, addig az ózon hatékonyan fogja fel a 0,28-0,32 mikron tartományban érkező sugárzást. A légkört elérő 0,4 mikronnál rövidebb hullámhosszú sugárzás 95%-át képes elnyelni az ózon. Ez komponensekre bontva a következőket adja: UVC-sugárzást teljes mértékben, a kevésbé káros UVB intenzitását nagymértékben, az UVA-sugarak intenzitását pedig kisebb mértékben abszorbeálja az ózonréteg.
Az ózon magas napvédő faktorszáma nélkül nem létezne a szárazföldi élet, az ultraibolya sugárzás darabokra törné az élő szervezetek DNS-ét, és felbontaná a sejtjeikben lévő kémiai kötéseket.
Az ózonnak nem csak jótékony, hanem káros hatása is van. A troposzférában (főként földközelben), mint levegőszennyező anyag, üvegházgázként viselkedik, vagyis gátolja a hő visszasugárzását. Emellett a közvetlenül belélegezhető ózon légúti betegségek kialakulását idézheti elő.
Az ózon természetes körülmények között a talaj közeli levegőben csak igen kis mennyiségben fordul elő, hatása káros az élővilágra nézve. A 20. században megtöbbszöröződött a talaj közelében található ózon mennyisége. A mért csúcsértékek ötszörösen meghaladták a légköbméterenkénti kb. 70 mikrogrammos természetes csúcsértéket. A talajközeli levegőben lévő ózon a nitrogén-oxidok (NO, NO2), a szén-monoxid (CO) és a reaktív szénhidrogének napfény hatására lejátszódó kémiai reakcióval képződik.

## Keletkezése a földtörténetben

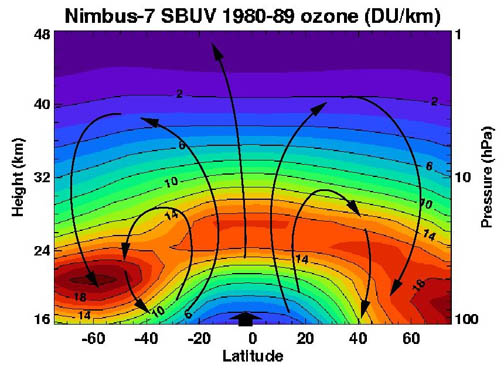
Brewer–Dobson-cirkuláció az ózonrétegben a Nimbus-7 műszer 1980–1989-es mérései alapján. A vízszintes tengelyen a földrajzi szélesség, a függőleges tengelyen a tengerszint feletti magasság km-ben, a nyomás hPa-ban van feltüntetve

A Föld légkörében az ózon mennyisége az idők során együtt nőtt az oxigén mennyiségével, és ezzel párhuzamosan az ózon maximális koncentrációja is egyre felsőbb légrétegekbe került, így érve el a jelenlegi kb. 20–25 km-es magasságot. A szárazföldi élet elterjedését is lehetővé tevő ózonréteg a becslések szerint mintegy 500 millió éve alakult ki.

## Vastagsága
Az ózonréteg vastagsága jelentősen változik világszerte. Az Egyenlítő felett a réteg vastagabb, a sarkok felett a legvékonyabb. Az északi félteke felett az ózonszint körülbelül 4%-kal csökken tízévente.

## Eloszlása a sztratoszférában
Az ózonréteg vastagsága évszakos és földrajzi szélesség szerinti változást is mutat. A trópusok feletti sztratoszférában a legmagasabb, a sarkvidékeken pedig a legalacsonyabb az ózonkoncentráció. Az évszakos változásban pedig nyáron a legmagasabb, télen pedig a legalacsonyabb a koncentráció.

## Az ózonlyuk

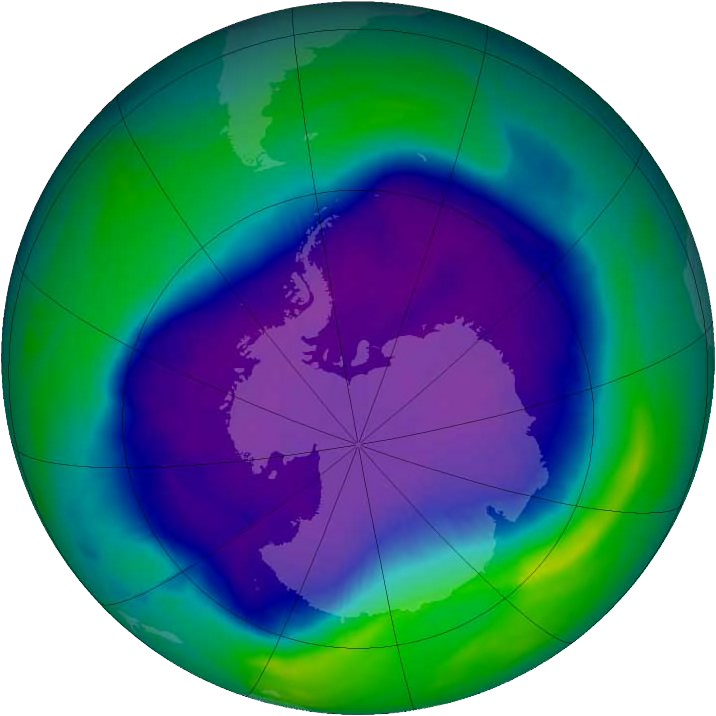
A legnagyobb antarktiszi ózonlyuk 2006 szeptemberében. Területe megközelítőleg 29,5 millió km²

Meghatározás szerint az antarktiszi ózonlyukat úgy kell értelmezni, mint az atmoszféra azon területét, ahol az ózonkoncentráció 220 Dobson-egység alá esik. A legkisebb napi átlagos ózonértéket, 73,0 Dobson-egységet 1994-ben mérték.

## Az ózonlyuk kialakulása
- Az ózon, akárcsak az oxigén, kölcsönhatásba lép a fénnyel, de mivel szélesebb hullámhosszú sugárzásra reagál, ezért elnyeli az emberre és az élőlények zömére káros sugárzásokat, mint például az ultraibolya sugárzást, így védi az életet.
- Az ózonlyuk a tengeri élővilágot is komolyan veszélyezteti. Az erős UVB sugárzás ugyanis hatással van a tengeri tápláléklánc alapját képező plankton és a puhatestűek fejlődésére és szaporodására és így áttételesen a tenger összes élőlényére, a közvetlenül planktonnal táplálkozó bálnafajokkal bezárólag. A tengeri ökoszisztéma felborulása pedig beláthatatlan következményekkel jár a Föld összes többi élőlényére nézve.
- A légkörbe kerülő atomi klór, fluor és bróm pusztítja az ózonréteget, és a téli hónapokban ózonlyuk kialakulásához vezet a Föld sarkai felett. Ezek az elemek főként a klórt és fluort tartalmazó gyorsan elpárolgó szénvegyületekkel, fluorkarbonokkal (CFC és HFC) kerülnek a levegőbe. A vegyületek a sztratoszférába feljutva az ultraviola sugarak hatására elbomlanak, így felszabadulnak belőlük az ózonrétegre veszélyes elemek, amelyek gyorsítják az ózon bomlását. Egyetlen felszabaduló klórmolekula 100 000 ózonmolekulát képes lebontani, ózonbontó teljesítménye ‒43 °C alatt éri el a maximumát.[6] (Ez az oka annak, hogy először az Antarktisz felett alakult ki ózonlyuk, ahol a sztratoszféra átlagos hőmérséklete ‒62 °C.) Bár a CFC gázok a levegőnél nehezebbek és egy idő után leülepszenek, éppen elég idejük van a káros hatás kifejtésére.

A bróm 45-ször hatékonyabban bontja az ózont a klórnál. Szintén üvegházhatást idéznek elő a bróm-trifluormetán és a bróm-klórfluormetán vegyületek, kereskedelmi nevükön Halon-1301 és Halon-1211, amelyeket az 1980-as években használtak tűzoltási rendszerekben. Ezek a gázok a CFC-knél 10-szer hatékonyabban bontják az ózont.
- Az ózon – mivel igen könnyen lebomlik – könnyen lép reakcióba más molekulatöredékekkel, így például a klórral, mely nagy mennyiségben szabadul fel a különböző ipari tevékenységek során. Az ilyen kémiai reakciók hatására alakult ki a téli hónapokban az ózonlyuk, ami az 1970-es évektől az Antarktisz, az 1990-es évektől az Északi-sark fölött jelenik meg időszakosan.
- Nem csak ipari termékek károsíthatják az ózonréteget. Az erdőtüzek és a fák bomlása során ózoncsökkentő klórmetán kerül a légkörbe.
- A Föld felületének körülbelül 4,6%-át nem borítja ózonréteg, itt találhatók az ózonlyukak.

## Az ózonlyuk felfedezése

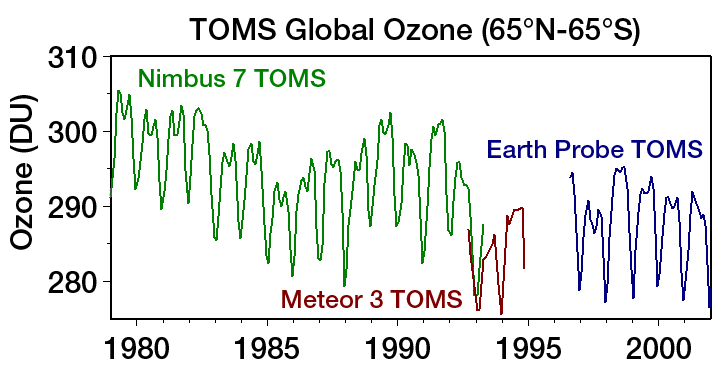
A Dobson-egységben mért teljes ózonmennyiség (az északi és a déli sarkkör között) havi átlaga 1979 és 2002 között. A zöld vonal a Nimbus-7 TOMS műszer, a vörös és a kék vonal a Nimbus-3 ill. az Earth Probe TOMS műszerek mérési eredményei

Az ózonréteget egy francia fizikus, Charles Fabry fedezte fel 1913-ban. Tulajdonságait egy brit meteorológus, G. M. B. Dobson fedezte fel, aki egy egyszerű spektrométerrel mérte meg a sztratoszférabeli ózonmennyiséget. Elsőként az 1970-es években tapasztaltak ózonkoncentráció-csökkenést az Antarktisz feletti sztratoszférában. A mérések gyors ütemű csökkenést jeleztek, míg 1955-ben 320 Dobson-egységet mértek, addig 1975-re ez 280-ra, majd 1995-ben 90-re süllyedt. Mivel más régiókban a mérések folyamán nem tapasztaltak csökkenést, ezért közel egy évtizedig mérési hibaként könyvelték el az antarktiszi eredményeket. 1974-ben három tudós, Paul Crutzen, Sherwood Rowland és Mario Molina kimutatta, hogy a fogyatkozás valóságos jelenség, és rámutattak, hogy az okozóit a mesterséges eredetű vegyszerek körében kell keresni. A felfedezésért a három tudóst megosztott Kémiai Nobel-díjjal jutalmazták 1995-ben.

## Az ózonréteg védelme
- Svédország volt az első ország, amely (1978. január 23-án) betiltotta az ózonréteget károsító aeroszol spray-k használatát.
- Az ózonlyuk kialakulásának megelőzése érdekében született a montreali és a kiotói egyezmény, melyben az aláíró országok vállalták, hogy csökkentik az ózonréteget romboló kémiai anyagok kibocsátását.
- Egy 2003-as tudományos bejelentés szerint a CFC gázok nemzetközi betiltásának köszönhetően az ózonréteg pusztulása lelassult. A bejelentést földi és műholdas műszerek vizsgálataira alapozták.

## Az ózonréteg csökkenésének következményei
A káros UV-sugarak troposzférába jutásával
- ha egy élő sejtet UVB sugárzás ér, akkor károsodhatnak a sejt működése szempontjából nélkülözhetetlen molekulák elbomlanak
- az erős ultraibolya B (UVB) sugárzás gyengíti az immunrendszert, csökkenti a fertőző – köztük a gombás – betegségekkel szembeni természetes védekezőképességet
- nő a bőrrákos betegek aránya, főleg a világos bőrű emberek között (A bőrrák rendszerint többszörös napfény-expozíció hatására alakul ki, főként idős korban.) az UNEP eredményei szerint a sztratoszféra ózontartalmának tartós, 1%-os csökkenése a bőrrák előfordulási arányának 2%-os növekedését vonja maga után.
- nő a szemkárosodás (szürke hályog) kialakulásának veszélye
- olyan mikroszkópikus egysejtű növények pusztulása következhet be, amelyek az óceáni tápláléklánc alapját képezik. A tengerek planktonját károsítja, így az kevesebb szén-dioxidot tud kivonni a légkörből, gyorsítva ezzel a globális felmelegedést és megbontva a tengeri táplálékláncot.
- egyes halfajok (például: szardella, makréla) ivadékai elpusztulhatnak
- haszonnövények (például kukorica) esetében genetikai mutációkat idézhet elő. Az UNEP megfigyelései szerint az ózonkoncentráció csökkenése a növényi DNS-molekulák nagy fokú károsodását okozza.[7] A hüvelyes növények (például bab, borsó) terméshozama eshet. Mindezek érzékenyen hatnak az élelmiszer-ellátásra.

## Tárgyalások az ózonréteg védelméről
| Ózoncsökkentő anyag                          | Ipari országok | Iparosodó országok |
| -------------------------------------------- | -------------- | ------------------ |
| halon                                        | 1992/1994      | 2002/2010          |
| klórozott és fluorozott szénhidrogének (CFC) | - /1996        | - /2010            |
| szén-tetraklorid (CCl4)                      | - /1996        | - /2010            |
| metil-kloroform                              | 1993/1996      | 2003/2015          |
| metil-bromid                                 | 1995/2005      | 2002/2015          |
| hidrokloro-fluorokarbonok (HCFC)             | 1996/2030      | 2016/2040          |

Az ózonkoncentrációt csökkentő kibocsátásának korlátozásáról szóló tárgyalások az 1980-as évek közepén kezdődtek el. 1985 márciusában a kormányok elfogadták az ózonréteg védelméről szóló bécsi egyezményt. Ugyanebben az évben a British Antarctic Survey először számolt be az ózonlyuk kialakulásáról, szorgalmazva ezzel a további tárgyalásokat. 1987-ben Montrealban aláírták az ózonréteget csökkentő vegyi anyagok kibocsátásának visszaszorításáról szóló jegyzőkönyvet. Ezt a jegyzőkönyvet Londonban és Koppenhágában módosították, előrehozva a veszélyes vegyi anyagok termelésből való kivonásának határidejét. A tudományos eredmények azonban azt mutatták, hogy ezek az intézkedések nem kielégítőek, 1997-ben elfogadták az ózoncsökkentő gázok teljes kivonását. Ennek köszönhetően a főbb ózoncsökkentő vegyi anyagok használata 80%-kal csökkent, ennek ellenére a CFC-gázok illegális kereskedelmét évi 25 000 tonnára becsülik.
Az alábbi táblázat az ipari és az iparosodó országokban használt ózoncsökkentő gázok betiltásának időpontját mutatja. Az első adat a felhasználás befagyasztásának időpontja, a második pedig azt mutatja, hogy mikortól lépett érvénybe az adott anyag felhasználásának teljes tilalma.

## Érdekességek
Az ózon gyakorisága hatszor nagyobb a sztratoszférában, mint a tengerszinten. Ha mégis lejuttatnánk a földre az összes ózonmolekulát, akkor az nem lenne vastagabb egy 3 mm-es hártyánál.